# Hogna morosina
Hogna morosina là một loài nhện trong họ Lycosidae.
Loài này thuộc chi Hogna. Hogna morosina được Richard C. Banks miêu tả năm 1909.